# کیتارو کوگا
کیتارو کوگا (انگلیسی: Keitaro Koga؛ زادهٔ ۲۷ آوریل ۱۹۹۱) بازیکن فوتبال اهل ژاپن است.